# Lina Wertmüller
Lina Wertmüller (Roma, 14 de agosto de 1928 – 9 de dezembro de 2021) foi uma cineasta italiana de origem na nobreza suíça. Seu nome completo é Arcangela Felice Assunta Wertmüller von Elgg Spanol von Braucich. Em 2019, foi anunciada como uma das pessoas ganhadoras do Oscar Honorário por sua carreira.
Em 1951, inscreveu-se nos cursos de direção da Accademia Pietro Scharoff. Logo depois de ter recebido o diploma foi trabalhar com teatro com Garinei e Giovannini. Foi assistente de direção de Giorgio De Lullo. 
Sempre como assistente de direção, colaborou com Federico Fellini em Otto e mezzo (1963). Na mesma época dedicava-se à atividade radiofônica e à direção televisiva (Canzonissima). 
Estreou como diretora com I basilichi (1963). Em 1965, dirigiu para a grande tela o filme em episódios "Questa volta parliamo di uomini" e para a televisão Il giornalino di Gian Burrasca, bem sucedida adaptação do romance homônimo de Vamba. 
Sucessivamente, assinou para cinema outros dezessete longas-metragens, dos quais merecem menção Mimi metellurgico ferito nell'onore (1972), Film d'amore e d'anarchia (1973), Travolti da un insolito destino nell’azzurro mare d'agosto (1974), Pasqualino Settebellezze (1975): interpretados pelo casal Giancarlo Giannini e Mariangela Melato e marcados por nuances grotescas, paradoxais, exageradas, as quais definem – no bem e no mal – um estilo inconfundível de direção apreciado também no exterior. 
Sua carreira de cineasta foi caracterizada de êxitos desiguais, podem ser lembrados Fatto di sangue fra due uomini per causa di una vedova, si sospettano moventi politici (1978), Scherzo del destino in agguato dietro l’angolo come un brigante da strada (1983), Un complicato intrigo di donne, vicoli e delitti (1985), Sabato, domenica e lunedì (1990), Ninfa plebea (1997). 
Como esposa do cenógrafo cinematográfico e teatral Enrico Job, publicou vários romances, entre os quais Essere o avere, ma per essere devo avere la testa di Alvise su un piatto d’argento e Avrei voluto uno zio esibizionista (Arnoldo Mondadori editores). Em 1999, Wertmüller retornou à direção com Ferdinando e Carolina, uma versão figurativa do Século das Luzes, na qual o protagonista, então agonizante, relembra toda sua vida. 
Em 2001 foi lançado Francesca e Nunziata, filme extraído do romance homônimo da escritora napolitana Maria Orsini Natale. O filme é ambientado em Prócida, em Terra Murata, na sacristia da Abadia de San Michele, em Punta Pizzaco, na baía da Corricella.
Wertmüller morreu em 9 de dezembro de 2021, aos 93 anos de idade.

## Filmografia

### Diretora
- Peperoni ripieni e pesci in faccia (2004)
- Francesca e Nunziata (2001) (TV)
- Ferdinando e Carolina (1999)
- Ninfa plebea (1996)
- Io speriamo che me la cavo (1992)
- Sabato, domenica e lunedì (1990) (TV)
- In una notte di chiaro di luna (1989)
- Decimo clandestino, Il (1989) (TV)
- 12 registi per 12 città (1989) (segment "Bari")
- Imago urbis (1987)
- Notte d'estate con profilo greco, occhi a mandorla e odore di basilico (1986)
- Complicato intrigo di donne, vicoli e delitti, Un (1986)
- Sotto... sotto... strapazzato da anomala passione (1984)
- Scherzo del destino in agguato dietro l'angolo come un brigante da strada (1983)
- E una domenica sera di novembre (1981)
- Fatto di sangue fra due uomini per causa di una vedova - si sospettano moventi politici (1978)
- Fine del mondo nel nostro solito letto in una notte piena di pioggia, La (1978)
- Pasqualino Settebellezze (1975)
- Travolti da un insolito destino nell'azzurro mare d'agosto (1974)
- Tutto a posto e niente in ordine (1974)
- Film d'amore e d'anarchia, ovvero 'stamattina alle 10 in via dei Fiori nella nota casa di tolleranza... (1973)
- Mimì metallurgico ferito nell'onore (Ferido na Honra) (1972)
- Mio corpo per un poker, Il (1968) (as Nathan Wich)
- Non stuzzicate la zanzara (1967)
- Rita la zanzara (1966) (as George H. Brown)
- Questa volta parliamo di uomini (1965)
- Giornalino di Gian Burrasca, Il (1964) (TV)
- Basilischi, I (1963)